# 孙达尔·皮柴
皮柴·孙达拉拉詹（1972年7月12日—），谷歌官方的中文譯名为桑达·皮采，又譯孙达尔·皮柴、桑德爾·皮查伊，是一个印度坦米爾裔美国计算机工程师，Google公司高級經理人，曾担任Android部门、Chrome部门与Google Apps部门的高级副主管。2015年出任Google公司執行長兼董事長。2019年12月兼任Alphabet CEO。

## 生平
皮采在印度泰米尔纳德邦出生并长大。他在印度理工學院坎普爾分校获得过工学学士学位（冶金工程）并被授予学院银奖章，同时拥有斯坦福大学的理学硕士学位（材料科学与工程）以及宾夕法尼亚大学沃頓商学院的工商管理学硕士学位。

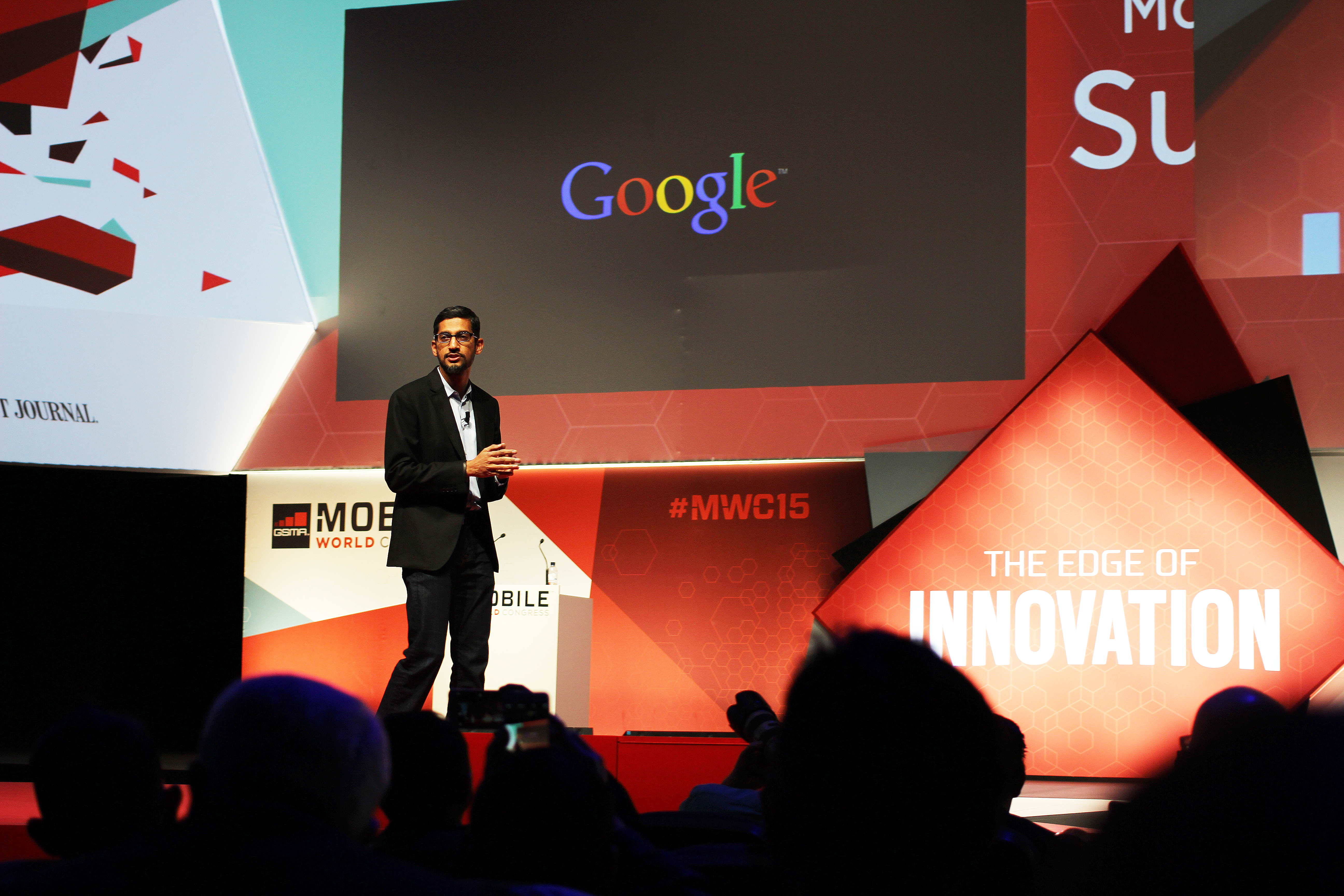
2015年，桑达·皮采在西班牙

2004年，皮采加入了Google公司。在那里，他为Google的客户软件产品进行了有效的管理与创新，包括Google Chrome、Chrome OS以及他主要负责的Google云端硬盘。他同时也监督了不同应用程序的开发，比如Gmail和Google地图。2009年9月19日，皮采向公众披露了Chrome OS的早期预览内容。
2010年5月20日，他发布了Google新一代的VP8开放源代码视频编解码器并介绍了新的视频格式WebM。自2011年起，他开始担任Jive软件公司的董事之一。
2013年3月13日，皮采替代安迪·鲁宾成为Android部门的新任负责人。
2015年8月10日，Google公司對外宣布進行組織重整，由皮采出任新Google公司董事長及執行長。
有报道指，2018年皮柴在非正式员工福利、人工智能不当使用、蜻蜓計畫及安迪·鲁宾性骚扰事件等一连串风波影响下，Google员工对皮采信任度大幅降低。
2019年12月兼任Alphabet CEO。

## 家庭
皮采已婚，并有一女一子。